# Vitrove, Bereznehuvate
Vitrove (în ucraineană Вітрове) este un sat în comuna Novoukraiinka din raionul Bereznehuvate, regiunea Mîkolaiiv, Ucraina.